# Saint-Sernin (Ardèche)
Saint-Sernin – miejscowość i gmina we Francji, w regionie Owernia-Rodan-Alpy, w departamencie Ardèche.
Według danych na rok 1990 gminę zamieszkiwało 1017 osób, a gęstość zaludnienia wynosiła 176 osób/km² (wśród 2880 gmin regionu Rodan-Alpy Saint-Sernin plasuje się na 769. miejscu pod względem liczby ludności, natomiast pod względem powierzchni na miejscu 1452.).

## Populacja

Populacja Saint-Sernin w latach 1962-2008